# Agrostis wallichiana
Agrostis wallichiana é uma espécie de gramínea do gênero Agrostis, pertencente à família Poaceae.